# زاستاوکا
زاستاوکا (به لاتین: Zastávka) یک منطقهٔ مسکونی در جمهوری چک است که در شهرستان برنو-ونکوو واقع شده‌است. زاستاوکا ۱٫۱۹ کیلومتر مربع مساحت و ۲٬۴۷۸ نفر جمعیت دارد و ۳۱۸ متر بالاتر از سطح دریا واقع شده‌است.